# Ruth Albrecht
Ruth Albrecht (* 2. Oktober 1954 in Sparrieshoop) ist eine deutsche evangelische Theologin, Krankenhausseelsorgerin und Kirchenhistorikerin. Sie ist Professorin für Kirchengeschichte an der Universität Hamburg. Ihre Forschungsschwerpunkte sind Geschichte des Mönchtums, historische Frauen- und Genderforschung, Frömmigkeits- und Sozialgeschichte der Neuzeit und Regionalgeschichte Nordelbiens.

## Leben und Wirken

### Schule, Studium und Promotion
Albrecht besuchte die Elsa-Brandström-Schule in Elmshorn, wo sie am 6. Juni 1973 die Abiturprüfung ablegte. Anschließend studierte sie bis 1979 Evangelische Theologie in Bethel, Erlangen und Tübingen. Am 17. Juli 1979 bestand sie das Erste Theologische Examen an der Erlanger Fakultät. 
Von 1980 bis 1982 war sie wissenschaftliche Mitarbeiterin an der Reformationsgeschichtlichen Forschungsstelle Erlangen (Osiander-Edition), anschließend bis 1985 wissenschaftliche Mitarbeiterin am Lehrstuhl für Geschichte und Theologie des christlichen Ostens an der Universität Erlangen-Nürnberg, wo sie 1984 mit einer von Fairy von Lilienfeld betreuten Untersuchung über das Leben der heiligen Makrina zum Dr. theol. promoviert wurde. 

### Krankenhausseelsorgerin
Ihr beruflicher Werdegang als Krankenhausseelsorgerin begann mit dem Vikariat in Hamburg von 1985 bis 1987 und dem Zweiten Theologischen Examen am 9. Oktober 1987, woran sich eine spezielle Seelsorgeausbildung anschloss. 
Am 15. Mai 1989 wurde sie zur Pastorin ordiniert. Seitdem wirkte sie im Bereich der Krankenhausseelsorge, seit 1. Juni 1993 als Krankenhausseelsorgerin am Marienkrankenhaus Hamburg. 
In den Jahren 1996 bis 1998 war sie für die Arbeit an ihrer Habilitationsschrift beurlaubt, für die sie ein Stipendium der Deutschen Forschungsgemeinschaft erhalten hatte. 
Am 1. August 1998 übernahm sie die Seelsorge am Hospital zum Heiligen Geist und mit Wirkung vom 15. Januar 2002 wurde sie in die Pfarrstelle des Kirchenkreisverbandes Hamburg für die Krankenhausseelsorge in St. Georg und das Ethik-Projekt eingewiesen. 
Vom 1. November 2011 bis zu ihrem Ruhestand am 30. Juni 2020 leitete sie die neugegründete Arbeitsstelle „Ethik im Gesundheitswesen“ des Evangelisch-Lutherischen Kirchenkreisverbandes Hamburg, die eingerichtet wurde, weil die Krankenhausseelsorge von Seiten der Patienten, Angehörigen und Mitarbeitenden zunehmend mit ethischen Problemen in den Kliniken konfrontiert wurde und wird.

### Hochschullehrerin
Ihren Forschungsschwerpunkt verlegte Albrecht in den Jahren nach der Promotion von der Alten Kirche auf die Kirchengeschichte der Frühen Neuzeit. 
In den Jahren 1996 bis 1998 arbeitete sie als beurlaubte Pastorin an ihrer Habilitationsschrift, für die sie ein Stipendium der Deutschen Forschungsgemeinschaft erhielt. 
Im Sommersemester 1998 hatte Ruth Albrecht eine Gastprofessur für Feministische Theologie/Theologische Frauenforschung an der Theologischen Fakultät der Humboldt-Universität Berlin inne. 
Im Jahr 2000 habilitierte sie sich in an der Theologischen Fakultät der Universität Hamburg für das Fach Kirchengeschichte mit einer Studie über Johanna Eleonora Petersen, einer theologischen Schriftstellerin des frühen Pietismus. 
Nach ihrer Habilitation wurde Albrecht Privatdozentin in Hamburg.
Mit ihren Forschungen zur Evangelistin Adeline von Schimmelmann erschloss sich Albrecht ein weiteres großes Forschungsgebiet: die Kirchen- und Frömmigkeitsgeschichte des 19. Jahrhunderts. 
Am 25. Februar 2008 wurde Ruth Albrecht an der Universität Hamburg der Professorentitel nach § 17 HmbHG verliehen.

### Mitgliedschaften
Ruth Albrecht ist seit 2005 Mitglied der Historischen Kommission zur Erforschung des Pietismus und dort nach mehrjähriger Mitwirkung im Publikationsausschuss seit 2018 Mitglied im Vorstand (Geschäftsführender Ausschuss). 
2012 wurde sie nach acht Jahren im Vorstand zur Vorsitzenden des Vereins für Schleswig-Holsteinische Kirchengeschichte gewählt.

## Publikationen (Auswahl)
- Das Leben der heiligen Makrina auf dem Hintergrund der Thekla-Traditionen. Studien zu den Ursprüngen des weiblichen Mönchtums im 4. Jh. in Kleinasien (= Forschungen zur Kirchen- und Dogmengeschichte, Band 38). Vandenhoeck und Ruprecht, Göttingen 1986, ISBN 3-525-55145-2 (zugleich Dissertation, Erlangen 1984).
- Johanna Eleonora Petersen. Theologische Schriftstellerin des frühen Pietismus (= Arbeiten zur Geschichte des Pietismus. Band 45). Vandenhoeck und Ruprecht, Göttingen 2005, ISBN 3-525-55830-9 (zugleich Habilitationsschrift, Hamburg 1999).
- als Herausgeberin: Glaube und Geschlecht. Fromme Frauen – spirituelle Erfahrungen – religiöse Traditionen (= Literatur, Kultur, Geschlecht. Große Reihe. Band 43). Böhlau, Köln u. a. 2008, ISBN 978-3-412-07906-2.
- als Herausgeberin mit Ruth Koch: Fairy von Lilienfeld. 1917–2009 (= Epiphania, egregia. Band 5). Reinhardt, Basel 2011, ISBN 978-3-7245-1752-8.
- als Herausgeberin: Adeline Gräfin von Schimmelmann. adlig – fromm – exentrisch. Wachholtz, Neumünster 2011, ISBN 978-3-529-06120-2.
- als Herausgeberin mit Michaela Sohn-Kronthaler: Die Bibel und die Frauen. Bd. 8: 19. Jahrhundert. Fromme Lektüre und kritische Exegese im langen 19. Jahrhundert. Verlag W. Kohlhammer, Stuttgart 2014, ISBN 3-17-022547-2.
- als Herausgeberin mit Claudia Tietz und Rainer Hering: Auf den zweiten Blick. Frauen und Männer der Nordkirche vom Mittelalter bis zur Gegenwart, Husum: Matthiesen 2018, ISBN 3-7868-5510-2.
- als Herausgeberin mit Martin Rosenkranz: Die eingesperrte Evangelistin. Adeline Gräfin Schimmelmann zwischen Erweckung und Psychiatrie, Edition Pietismustexte (EPT) 18, Evangelische Verlagsanstalt, Leipzig 2025, ISBN 978-3-374-07781-6.